# بيل نولان
بيل نولان (بالإنجليزية: Bill Nolan)‏ هو رسام رسوم متحركة ومونتير ومخرج أمريكي، ولد في 10 يونيو 1894 في كونيتيكت في الولايات المتحدة، وتوفي في 6 ديسمبر 1954 في Sawtelle, Los Angeles ‏ في الولايات المتحدة.

## وصلات خارجية
- بيل نولان على موقع IMDb (الإنجليزية)
- بيل نولان على موقع ألو سيني (الفرنسية)
- بيل نولان على موقع أول موفي (الإنجليزية)
- بيل نولان على موقع قاعدة بيانات الأفلام السويدية (السويدية)
- بيل نولان على موقع قاعدة بيانات الفيلم (الإنجليزية)
- بيل نولان على موقع كينوبويسك (الروسية)